# Kapučino
Kapučíno ali kapučín (italijansko cappuccino) je italijanski napitek, sestavljen iz mleka in kave espresa. V splošnem je priprava določena z razmerjem 1/3 espresa, 1/3 prevretega mleka in 1/3 spenjenega mleka. Druga različica je lahko razmerje 1/3 espresa in 2/3 spenjenega mleka.
Kot iznajditelja kapučina navajajo italijanskega impresarija Domenica Barbaio.